# Cochlodesma leanum
Cochlodesma leanum is een tweekleppigensoort uit de familie van de Periplomatidae. De wetenschappelijke naam van de soort is voor het eerst geldig gepubliceerd in 1831 door Conrad.